# Isabelle Weykmans
Pour les articles homonymes, voir Lefebvre.
Isabelle Weykmans, née le 3 décembre 1979 est une femme politique belge germanophone, membre du PFF.

## Biographie

### Formation
Isabelle Weykmans est licenciée en sciences politiques et a une maîtrise en relations internationales de l'Université de Namur et de l'Université libre de Bruxelles en 2002.

### Fonctions politiques
- 2004-2009 : Ministre de la Culture et des Médias, Protection du Patrimoine, Jeunesse et Sports du gouvernement Lambertz II
- 2009-2014 : Ministre de la Culture, des Médias et du Tourisme du gouvernement Lambertz III
- 2014-2024 : Ministre de la Culture, de l'Emploi et du Tourisme du gouvernement Paasch